# Алтухова-Квятек, Софья Николаевна
Со́фья Никола́евна Алтухо́ва-Квя́тек (Со́ня Алтухо́ва; 1899, Москва — 10.09.1942, Карлаг) — участница восстания киевских рабочих на заводе «Арсенал» в 1918 году, героиня Гражданской войны.

## Биография
Родилась в 1899 году в г. Москве, в семье врача. Русская.
Учеба и профессиональная деятельность:
- Высшие женские курсы (студентка). Дата увольнения: 1917;
- КИРИЛЛОВСКАЯ БОЛЬНИЦА, САНИТАРНЫЙ ПОЕЗД, ПОЛЬСКИЙ ФРОНТ (УХОД ЗА РАНЕННЫМИ, КРАСНАЯ СЕСА). Дата поступления: 1917.
- Киевский политехнический институт (студентка).

Образование: высшее.
Профессия: инженер-электрик.
Место работы: Харьковский электромеханический завод.
Проживала: Украинская ССР, г. Харьков, Красина, 7, кв. 9
Партийность: член ВКП(б) с 1917 (или 1918).
Дата смерти: 1942 г.
Место смерти: в заключении, сердечная недостаточность.
Была арестована в 1937 году.
Обвинение: ЧСИР
Осуждена: 5 октября 1939 г.
Осудивший орган: Особое Совещание при НКВД.
Наказание отбывала в Карлаге.
Дата реабилитации: 4 июля 1956 г.

### Сведения о репрессиях
```
   Арест ДОМА: 1937 1937. Реабилитация: 04.06.1956. Место жительства на момент репрессии: ХАРЬКОВ (Красина, 7, кв. 9). Место работы: инженер (Харьковский электромеханический завод).
   1.1. Следственный орган: НКВД.Судебный орган: Особое совещание при НКВД. Обвинение: 58 ЧСИР. Приговор: ИТЛ. Дата вынесения приговора: 05.10.1939.
   1.1.1. Заключение: ТЮРЬМА, ХАРЬКОВСК.Т. НА ХОЛОДНОЙ ГОРЕ ХАРЬКОВ 1937 – 05.10.1939. Причина убытия: Вынесение приговора.
   1.1.2. Заключение: ЛАГЕРЬ, КАРЛАГ КАРАГАНДИНСКАЯ 1939 – 10.09.1942. Причина убытия: СМЕРТЬ.
```

Упоминается в делах архива НИПЦ Мемориал:
- Ф. 1. Оп. 2. Д. 2174 (Квятек Владимир Казимирович, 1920-?)
- Ф. 1. Оп. 2. Д. 192 (Алтухова-Квятек Софья Николаевна, 1899 - 1942)
- Ф. 1. Оп. 2. Д. 191 (Алтухов Яков Николаевич, ? - ?)
- Ф. 1. Оп. 2. Д. 2175 (Квятек Казимир Францевич; 1888-1938)

Упоминается в документах архива НИПЦ Мемориал:
- АМ. Ф. 1. Оп. 2. Д. 192. Номер документа: 481214
- АНКЕТА (Анкета). Ф. 1. Оп. 2. Д. 192. Номер документа: 481215
- Выписка из базы (База данных о жертвах репрессий Харьковской обл. (Украина)). Дата создания: 15.05.2020. Ф. 1. Оп. 2. Д. 192. Номер документа: 604858
- ВОСПОМИНАНИЯ. Ф. 1. Оп. 2. Д. 192. Номер документа: 481216
- СПРАВКА (Архивная справка). Дата создания: 21.11.1956. Ф. 1. Оп. 2. Д. 192. Номер документа: 478148
- СПРАВКА_О_РЕАБИЛИТАЦИИ. Дата создания: 21.11.1956. Ф. 1. Оп. 2. Д. 192. Номер документа: 478149
- СПРАВКА (Архивная справка). Дата создания: 13.02.1957. Ф. 1. Оп. 2. Д. 192. Номер документа: 478150
- СВИДЕТЕЛЬСТВО_О_СМЕРТИ. Дата создания: 1957. Ф. 1. Оп. 2. Д. 192. Номер документа: 478151
- БИОГРАФИЯ. Ф. 1. Оп. 2. Д. 192. Номер документа: 478152

### Места репрессий
- ХАРЬКОВ. Красина, 7, кв. 9.

Места заключения:
- ХАРЬКОВ
- КАРАГАНДИНСКАЯ

### Семья
- Муж: Казимир Францевич Квятек (1888 — 1938), зам. командарма войсками ХВО, был арестован и расстрелян.
  - Был арестован также и сын.

Дата смерти и её причина нуждаются в проверке.